# Bert Hadley

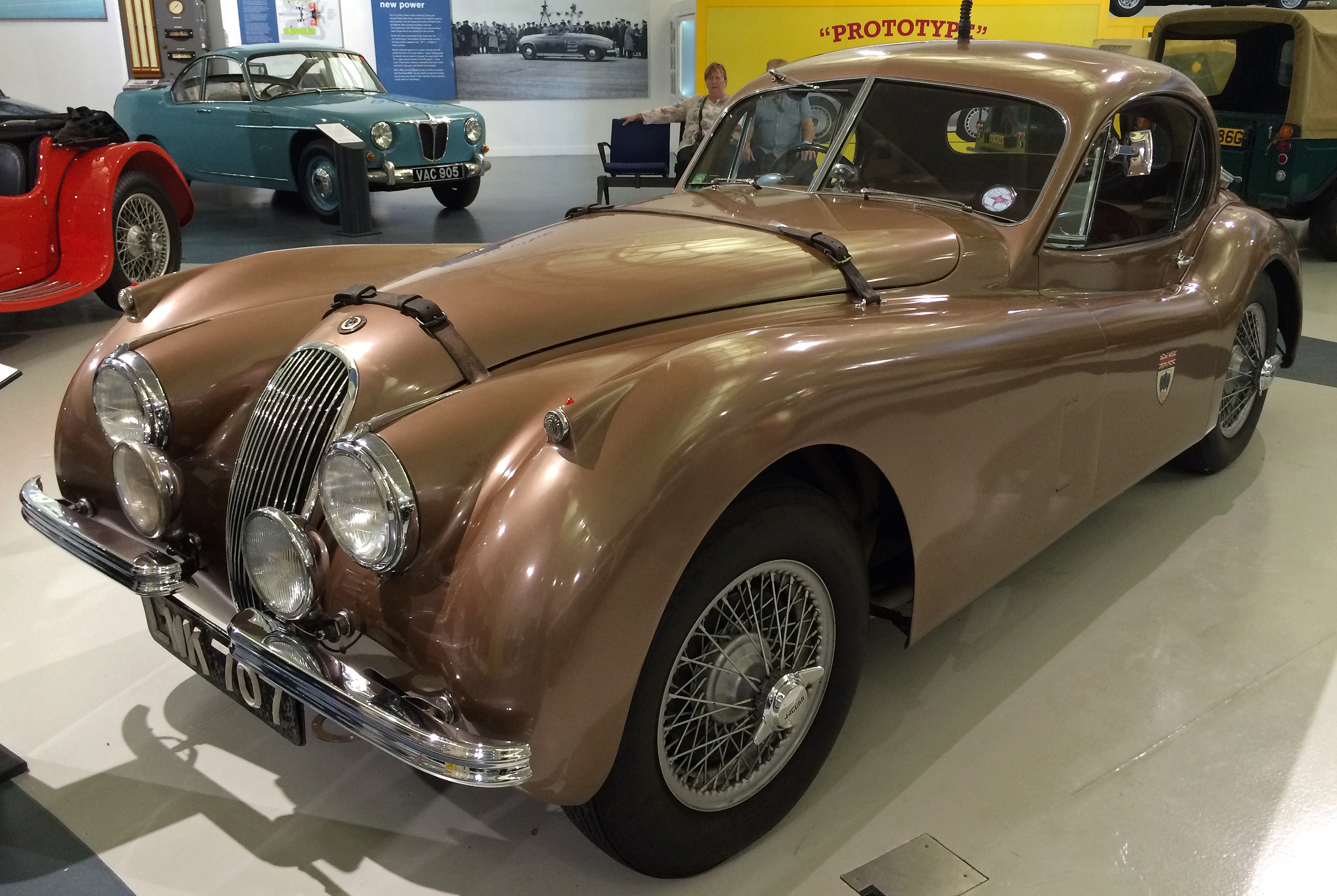
Der von Bert Hadley gefahrene Jaguar XK 120

Herbert Lewis „Bert“ Hadley (* 18. April 1910 in Birmingham; † 31. Juli 1993 in Leamington Spa) war ein britischer Test- und Autorennfahrer.

## Karriere
Bert Hadley kam 1926 im Alter von 16 Jahren zur Austin Motor Company und begann dort als Mechaniker in der Abteilung von Experimental und Rennfahrzeugen zu arbeiten. Zu Beginn der 1930er-Jahre wurde er Testfahrer und gehörte ab Mitte dieses Jahrzehnts zu den Austin-Werksfahrern. 1937 bestritt er sein erstes 24-Stunden-Rennen von Le Mans und wurde im selben Jahr gemeinsam mit Charles Dodson auf einem Austin 7 Siebter beim 12-Stunden-Rennen von Donington. Als Testfahrer und Ingenieur war in die Entwicklung aller Austin-Modelle dieser Periode eingebunden.
Zu Beginn des Zweiten Weltkriegs bewarb er sich als Flieger bei der Royal Air Force, wurde wegen seines Alters aber abgelehnt. Später arbeitete im britischen Sozialministerium und war während des Kriegs mit der Koordination der Produktionsmittel in den Midlands beauftragt.
Nach Kriegsende nahm er seine Rennaktivitäten wieder auf und wurde 1951 17. bei der RAC Tourist Trophy und 1953 Gesamtelfter in Le Mans. Seinen letzten Renneinsatz hatte er 1955 in Le Mans, wo er gemeinsam mit Ken Richardson auf einem Triumph TR2 15. wurde.
Zwei Jahre nach seinem Tod wurde 1995 von seinem Sohn Clive die Bert Hadley Memorial Championship, eine Veranstaltung historischer Bergrennen mit Austin-7-Modellen, ins Leben gerufen.

## Statistik

### Le-Mans-Ergebnisse
| Jahr | Team                  | Fahrzeug          | Teamkollege      | Platzierung | Ausfallgrund     |
| ---- | --------------------- | ----------------- | ---------------- | ----------- | ---------------- |
| 1937 | Austin Motor Company  | Austin 7          | Charles Dodson   | Ausfall     | Motorschaden     |
| 1950 | Leslie Johnson        | Jaguar XK120S     | Leslie Johnson   | Ausfall     | Kupplungsschaden |
| 1951 | Jowett Cars Ltd.      | Jowett Jupiter R1 | Charles Goodacre | Ausfall     | Kraftübertragung |
| 1952 | Jowett Cars Ltd.      | Jowett Jupiter R1 | Tommy Wise       | Ausfall     | Leck im Öltank   |
| 1953 | Nash-Healey Inc.      | Nash-Healey Sport | Leslie Johnson   | Rang 11     |                  |
| 1955 | Standard Triumph Ltd. | Triumph TR2       | Ken Richardson   | Rang 15     |                  |

### Einzelergebnisse in der Sportwagen-Weltmeisterschaft
| Saison | Team                   | Rennwagen                           | 1   | 2   | 3   | 4   | 5   | 6   | 7   |
| ------ | ---------------------- | ----------------------------------- | --- | --- | --- | --- | --- | --- | --- |
| 1953   | Nash-Healey            | Austin-Healey 100 Nash-Healey Sport | SEB | MIM | LEM | SPA | NÜR | RTT | CAP |
| 1953   | Nash-Healey            | Austin-Healey 100 Nash-Healey Sport |     | DNF | 11  |     |     |     |     |
| 1955   | Standard Motor Company | Triumph TR2                         | BUA | SEB | MIM | LEM | RTT | TAR |     |
| 1955   | Standard Motor Company | Triumph TR2                         | 15  |     |     |     |     |     |     |